# Perisomena
Perisomena là một chi bướm đêm thuộc họ Saturniidae.

## Các loài
- Perisomena caecigena (Kupido, 1825)